# Вілфред Вотерс
Вілфред Вотерс (англ. Wilfred Waters, 4 січня 1923 — 1 квітня 2006) — британський велогонщик.
Бронзовий призер Олімпійських Ігор 1948 року в командній гонці переслідування.